# Danh sách khí tài quân sự trong Chiến tranh thế giới thứ hai

## Máy bay
- Danh sách máy bay trong Chiến tranh Thế giới II
- Danh sách máy bay phản lực trong Chiến tranh Thế giới II
- Danh sách máy bay Hoa Kỳ trong Chiến tranh Thế giới II
- Danh sách máy bay Liên hiệp Anh trong Chiến tranh Thế giới II
- Danh sách máy bay Hồng quân Liên Xô trong Chiến tranh Thế giới II
- Danh sách máy bay Đức Quốc xã trong Chiến tranh Thế giới II
- Danh sách máy bay Nhật Bản trong Chiến tranh Thế giới II
- Danh sách máy bay Không quân Pháp trong Chiến tranh Thế giới II
- Danh sách máy bay Ba Lan trong Chiến tranh Thế giới II
- Danh sách máy bay Trung Quốc trong Chiến tranh Thế giới II
- Danh sách máy bay Ý trong Chiến tranh Thế giới II

## Tàu chiến
- Danh sách các lớp tàu trong Chiến tranh Thế giới II
- Danh sách tàu chiến trong Chiến tranh Thế giới II

## Phương tiện giao thông mặt đất
- Danh sách phương tiện chiến đấu bọc thép trong thế chiến thứ hai
- Danh sách xe quân sự trong chiến tranh thế giới thứ hai theo quốc gia
- Danh sách phương tiện chiến đấu bọc thép sử dụng phổ biến trong chiến tranh thế giới thứ hai
- Danh sách phương tiện chiến đấu bọc thép sử dụng hạn chế trong chiến tranh thế giới thứ hai
- Danh sách phiên bản thử nghiệm phương tiện chiến đấu bọc thép trong chiến tranh thế giới thứ hai

## Vũ khí
- Danh sách vũ khí bộ binh phổ biến trong chiến tranh thế giới thứ hai
- Danh sách vũ khí bộ binh đặc biệt và ít sử dụng trong chiến tranh thế giới thứ hai
- Danh sách vũ khí bộ binh của Đức Quốc xã
- Khí tài quân sự của phe Trục trên mặt trận phía Đông(chiến tranh thế giới thứ hai)

## Tất cả khí tài quân sự theo quốc gia
- Danh sách khí tài quân sự của Anh trong Chiến tranh thế giới thứ hai
- Danh sách khí tài quân sự của Australia trong Chiến tranh thế giới thứ hai
- Danh sách khí tài quân sự của Ba Lan trong Chiến tranh thế giới thứ hai
- Danh sách khí tài quân sự của Bỉ trong Chiến tranh thế giới thứ hai
- Danh sách khí tài quân sự của Canada trong Chiến tranh thế giới thứ hai
- Danh sách khí tài quân sự của Đức Quốc xã trong Chiến tranh thế giới thứ hai
- Danh sách khí tài quân sự của Hà Lan trong Chiến tranh thế giới thứ hai
- Danh sách khí tài quân sự của Hoa Kỳ trong Chiến tranh thế giới thứ hai
- Danh sách khí tài quân sự của Liên Xô trong Chiến tranh thế giới thứ hai
- Danh sách khí tài quân sự của Nam Tư trong Chiến tranh thế giới thứ hai
- Danh sách khí tài quân sự của Nhật Bản trong Chiến tranh thế giới thứ hai
- Danh sách khí tài quân sự của Thái Lan trong Chiến tranh thế giới thứ hai
- Danh sách khí tài quân sự của Trung Quốc trong Chiến tranh thế giới thứ hai
- Danh sách khí tài quân sự của Ý trong Chiến tranh thế giới thứ hai

## Đồng phục và trang bị cá nhân
- Danh sách đồng phục quân đội trong chiến tranh thế giới thứ hai

## Khí tài khác
- Danh sách phương tiện chiến tranh điện tử trong chiến tranh thế giới thứ hai